# Ischnocoelia xanthochroma
Ischnocoelia xanthochroma är en stekelart som beskrevs av Perkins 1908. Ischnocoelia xanthochroma ingår i släktet Ischnocoelia och familjen Eumenidae. Inga underarter finns listade i Catalogue of Life.